# Antiblemma lara
Antiblemma lara är en fjärilsart som beskrevs av Druce 1890. Antiblemma lara ingår i släktet Antiblemma och familjen nattflyn. Inga underarter finns listade i Catalogue of Life.